# 驚厥
驚厥又稱抽搐、搐搦，俗称抽风、驚風，是一种身体肌肉突然快速、反复、可能有节奏的收缩及放松，导致不受控制的抖动之医学症状，常為“全身抽搐”且常合併意識喪失。雖常與癲癇發作互換使用，但並不是所有的癲癇發作都會呈現驚厥，且有些人症状轻微，没有抖动。
“抽搐”只是一种症状，其仅意味着支配肌肉的神经组织偶尔会出现过度且无序的放电，这种放电有各种强度且可发生在：各种身体状况欠佳的情况下、所有年龄层、在无数原因不明情况下。“全身性抽搐”（generalized convulsion）或称广泛性抽搐，则多指脑部神经细胞活动受到干扰，导致肌肉不由自主地收缩、痉挛，造成身体突然、剧烈、不规则、不受控的运动。
中醫和西醫所指的驚厥略不同，主要指發於一至五歲小兒的小兒驚厥，是一種虛症。它會和其它許多疾病同時發生，導致兒童抽搐和神志障礙。發病率隨著年齡的增加而降低。

## 小儿惊厥
惊厥是儿科常见急症，高热是引起小儿惊厥的主要原因。该病在6个月至6岁儿童群体中上呼吸道感染初期高发，并常于体温骤升时发生，患儿表现为全身性、短暂性抽搐，意识丧失，严重者还会出现呼吸暂停，乃至死亡。其他引起惊厥的原因还有癫痫、代谢紊乱、颅内感染、缺氧性疾病、中毒等。